# Arquitectura en pipeline (informática)
En Arquitectura de Computadoras (Vea Segmentación)
El pipeline es una técnica para implementar simultaneidad a nivel de instrucciones dentro de un solo procesador. Pipelining intenta mantener ocupada a cada parte del procesador, dividiendo las instrucciones entrantes en una serie de pasos secuenciales, que se realizan por diferentes unidades del procesador que trabajan de forma simultánea. Aumenta el rendimiento de la CPU a una velocidad de reloj determinada, aunque puede aumentar la latencia debido a la sobrecarga adicional del proceso de pipeline en sí.
En informática y programación
La arquitectura en pipeline (basada en filtros) consiste en ir transformando un flujo de datos en un proceso comprendido por varias fases secuenciales, siendo la entrada de cada una la salida de la anterior.
Esta arquitectura es muy común en el desarrollo de programas para el intérprete de comandos, ya que se pueden conectar comandos fácilmente con tuberías (pipe).
También es una arquitectura muy natural en el paradigma de programación funcional, ya que equivale a la composición de funciones matemáticas.